# Pierre Soudry
Pierre Soudry, né le 27 mars 1988  à Amiens, est un handballeur français. Il évolue au poste d'arrière droit.

## Carrière
Né à Amiens, Pierre découvrit le handball à l'âge de 7 ans à l'Albert Sports Handball lorsqu'il voit l'entrainement de son frère. Par la suite, à 16 ans, il rejoint l'Abbeville EAL, puis à 18 ans, il signe son premier contrat professionnel avec le Dunkerque HGL.
Par deux fois, il est appelé pour un stage en équipe de France mais a dû à chaque fois renoncer pour cause de blessure, la première fois pour une déchirure aux adducteurs en juin 2013 et la deuxième pour une béquille avant l'Euro 2014.

## Palmarès

### En club
Compétitions nationales
- Vainqueur du Championnat de France (1) : 2013-2014
- Vainqueur de la Coupe de France (1) : 2010-2011
- Vainqueur de la Coupe de la Ligue (1) : 2012-2013
- Vainqueur du Trophée des champions (1) : 2011-2012

Compétitions internationales
- Finaliste de la Coupe de l'EHF en 2012

## En équipe nationale
- Médaille de bronze au Championnat d'Europe des -20 ans en 2008